# Корд, Валерий
Вале́рий Корд (лат. Valerius Cordus; родился 18 февраля 1514 или 1515 года — умер 25 сентября 1544 года, Рим, Италия) — средневековый немецкий ботаник и фармацевт.

## Биография
Валерий Корд родился в Касселе в 1515 году. Учился сперва у своего отца, затем в Марбургском университете, который окончил в 1531 году (то есть в возрасте 16 лет). В последующие годы работал в Лейпциге в аптеке своего дяди, одновременно посещая занятия в местном университете.

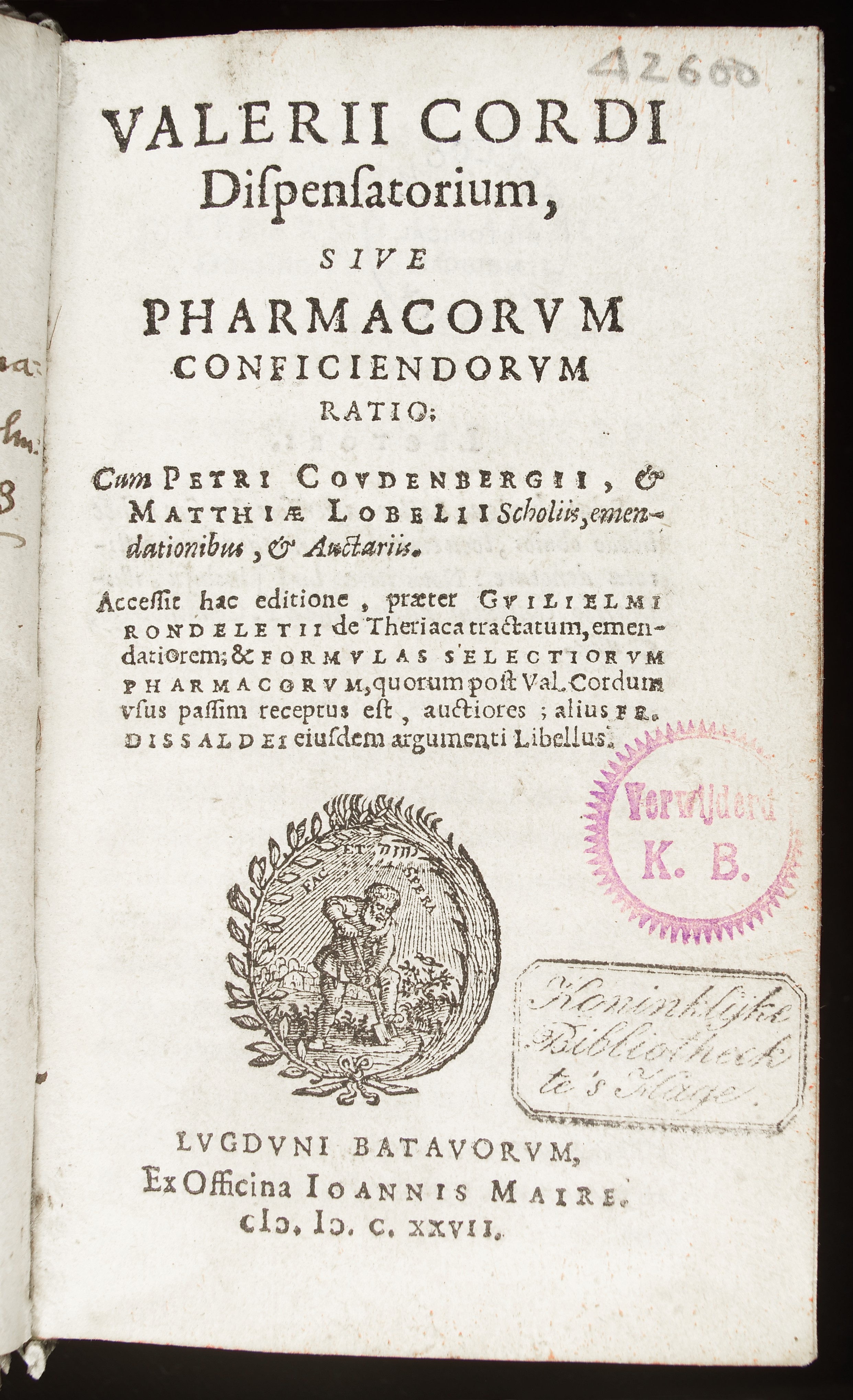
Титульный лист переиздания 1637 года работы Корда Dispensatorium, sive Pharmacorum conficiendorum Ratio

С 1539 года преподавал в Виттенбергском университете; материалы лекций Корда по ботанике были изданы уже после его смерти, в 1549 году, под названием «Замечания к Диоскориду» (лат. Valerii Cordi Simesusii annotationes in Pedacii Dioscoridis Anazarbei de medica materia…), поскольку Корд, как и все ботаники его времени, опирался на труд Диоскорида «О лекарственных веществах».
В 1540 году Корд открыл и описал технологию получения эфира из серной кислоты и этилового спирта.
В 1542 году Корд представил городскому совету Нюрнберга свой основной труд по фармакологии (лат. Valerii Cordi Dispensatorium, sive Pharmacorum conficiendorum Ratio), за который получил сто золотых монет; этот труд был издан Нюрнбергским муниципалитетом в 1546 году и многократно переиздавался.
Другой основной труд Корда, всеобъемлющий справочник по растениям Италии и Германии «История растений» (лат. Historia Plantarum), был представлен им в 1544 году в Виттенбергский университет — за него Корд получил степень доктора медицины. Вскоре после этого Корд умер от малярии во время одной из своих многочисленных поездок по Европе. Многие его работы были опубликованы посмертно Конрадом Геснером.
Корд предпослал дальнейшим попыткам классификации растений полезные нововведения в методе наблюдения и изучении органов растений, открыл органы размножения у папоротников.